# Ernest Bayer
Ernest Henry Bayer (27. september 1904 - 13. januar 1997) var en amerikansk roer fra Philadelphia.
Bayer vandt (sammen med William Miller, Charles Karle og George Healis) en sølvmedalje i firer uden styrmand ved OL 1928 i Amsterdam. I finalen blev amerikanerne besejret af den britiske båd, der vandt guld, mens Italien fik bronze. Det var det eneste OL han deltog i.

## OL-medaljer
- 1928:  Sølv i firer uden styrmand